# Mila Wod
Mila Wod ili Mila Vod, pravim imenom Ljudmila Wodsedalek (Budimpešta, 18. rujna 1888. – Zagreb, 18. listopada 1968.) bila je prva hrvatska akademska kiparica, pjesnikinja te amaterska glumica i etnologinja. Kiparstvo je završila 1911. godine na Privremenoj višoj školi za umjetnost i obrt, današnjoj Akademiji likovnih umjetnosti u Zagrebu, a 1929. postala i prva kiparica autorica javnog spomenika u Hrvatskoj, onoga Stjepanu Radiću u Petrinji. Autorica je mnogih sakralnih umjetnina, djela primijenjene umjetnosti i monumentalne plastike. Njeno djelo je i posmrtna maska kardinala Alojzija Stepinca.

## Životopis
Mila Wod je umjetnica koja je zadužila hrvatsku kulturu, prva je školovana kiparica, prva žena autorica spomeničke plastike. Pronijela je glas grada Petrinje - bila je učiteljica u ženskim stručnim školama, radila je u petrinjskoj učiteljskoj školi s obvezom modeliranja u realnoj gimnaziji u Petrinji, a za Petrinjce je najznačajnija kao autorica spomenika Stjepanu Radiću u središtu grada, na istoimenom trgu. Od 1920. do 1933. godine stvarala je najbolja djela. Najveći su joj dometi u maloj plastici i keramici, posebice dok je boravila u Petrinji. Mila Wod polazila je kiparsku školu na Višoj školi za umjetnost i umjetni obrt u Zagrebu, preteči današnje Akademije likovnih umjetnosti. U Petrinju je došla kao cijenjena i formirana kiparica, nakon usavršavanja u Parizu i izložbe u Beču.
Prvo zapaženo predstavljanje imala je neposredno prije Prvoga svjetskog rata na izložbi u Beču s Nastom Rojc. U razdoblju nakon akademije i tijekom Prvoga svjetskog rata stvorila je brojna zanimljiva djela, među kojima se ističe odličan brončani portret Marije Ružička-Strozzi (oko 1917.) u kojemu je u patosu izraza i dinamici obrade kose u kiparski medij prenijela snažnu osobnost i izvedbeni zanos dive hrvatskoga glumišta. 
Prvu samostalnu izložbu imala je, poput mnogih onodobnih umjetnika, u Salonu Antuna Ulricha 1918. godine. Upravo je te godine upoznala budućeg supruga Viktora Samuela Bernfesta (1894. – 1978.), nesuđenoga studenta prava, koji je nakon ratnog iskustva i zarobljeništva upisao studij kiparstva na zagrebačkoj akademiji. Par nakon vjenčanja uskoro odlazi u Prag, u kojemu Bernfest nastavlja studij te 1923. diplomira kod cijenjenoga češkog medaljara Otakara Španiela. Dvadesetih zbog nastavničkog posla često žive odvojeno, a putovi im se razilaze početkom tridesetih. Tijekom zajedničkih godina, usprkos životu izvan Zagreba i izvan ključnih umjetničkih strujanja, bili su prisutni u umjetničkom životu metropole putem samostalne i skupnih izložaba (1922. sudjeluju na XV. proljetnom salonu) na kojima su predstavljali najnovije skulpture.
Kiparski umjetnički par Mila Wod i Viktor Samuel Bernfest svoju su prvu zajedničku izložbu imali 1924. godine u salonu Antuna Ullricha u Zagrebu. Prva polovica dvadesetog stoljeća vrijeme je njihova najproduktivnijeg stvaranja i najintenzivnijeg sudjelovanja na aktualnoj umjetničkoj sceni.
U trenutku njihova susreta Mila Wod već je afirmirana i cijenjena kiparica iza koje je sudjelovanje na desetak izložaba te nekoliko javnih radova. Njezin je umjetnički proboj krenuo velikim zamahom, i to odmah po završetku Privremene više škole za umjetnost i umjetni obrt 1911. koju pohađa u prvoj generaciji kod profesora Rudolfa Valdeca i Roberta Frangeša Mihanovića. Njezin talent nije ostao nezamijećen te joj profesor Valdec, kao i još nekolicini svojih talentiranih đaka, povjerava rad na dekoraciji danas bivše Sveučilišne knjižnice.
U Knjižnici na Marulićevu trgu usađeni u drvenu oplatu nalaze se dekorativni reljefi Mile Wodsedalek. Ti njezini poznati meko oblikovani reljefi djece za Veliku čitaonicu koji su vještinom i slobodom izvedbe zainteresirali i slavnog Augustea Rodina, čiji je atelijer posjetila za boravka na stipendiji u Parizu (1912./13).
Mila Wod zauzima izuzetno mjesto u povijesti hrvatskog kiparstva iako joj je to mjesto u dominantno "muškoj" povijesti umjetnosti ostalo pomalo zanijekano. Ne samo što pripada prvoj generaciji kipara školovanih na zagrebačkoj Akademiji već je jedna od prvih žena kiparica koje su Akademiju završile. Osim toga, prva je žena autorica jednog javnog spomenika u nas – spomenika Stjepanu Radiću 1929. godine.
U Karlovcu je 1934. osnovala Katoličku umjetničku radionicu radi opremanja sakralnih objekata domaćim umjetninama umjesto skupim stranim. Od 1938. do umirovljenja 1950. radi u školi u Draškovićevoj ulici u Zagrebu. Za vrijeme NDH vodila je odjel za umjetnost Katoličke akcije i imala atelijer u Nadbiskupskom dvoru na Kaptolu. Radila je umjetnine po narudžbi Alojzija Stepinca; nakon 1945. godine, kada je u koncentracijskom logoru Jasenovac ubijen njezin mlađi sin Jurica, sakralni radovi bili su jedini koje je izrađivala. U atelijeru je radila do svoga zadnjeg dana u listopadu 1968. 
U gotovo šezdeset godina stvaranja stvorila je vrlo raznolik opus različitih tehnika od sitne keramike, djela primijenjene umjetnosti do monumentalne plastike jednako dobro svladavši svaki zadatak. U motivima dominira ljudski lik bilo da je riječ o portretu ili simboličnim kompozicijama. Umjetnička formacija na zagrebačkoj Akademiji temeljno je određuje, no ona tomu pridodaje svoju osobnost i ženski senzibilitet, a naglašenu empatiju prema ljudskoj patnji i stradanju vješto uspijeva pretočiti u formu. U modelaciji i tretmanu površine osjećaju se odjeci Rodina, Medarda Rossa te A. L. Charpentiera kojeg je izuzetno cijenila.
Svojim je djelima pristupala pobožno i religiozno. Za svoje radove nije prihvaćala nagrade, a od mirovine je velik dio davala potrebitma. Osim sakralnih umjetnina radila je prizore iz seljačkoga (Prosjak, Seljak na tržnici, Prodavačica cvijeća i dr.) i osobnoga života (Portret sina Jurice, Jaslice za moju djecu, Glava Posavke i dr.). Osim hrvatskog, govorila je njemački, francuski, engleski, češki i mađarski. Proučavala je narodne nošnje, pisala eseje, osvrte i pjesme. Godine 1917. objavila je zbirku od 27 pjesama na njemačkom jeziku, Lieder. O prvoj školovanoj hrvatskoj kiparici pisali su Ivo Andrić, Artur Schneider, Vladimir Lunaček, Ljubo Babić, Boris Vrga i drugi.
Njezino prezime rabi se u inačicama Vod i Wod, a kopiranjem pogreške iz 1930-ih pronalazi je se i kao Wood i Vood. Ona sama je koristila Vod, što je pretežna uporaba u signaturama na njezinim radovima i u privatnoj korespondenciji, i Wod.

## Vanjske poveznice
|  | Zajednički poslužitelj ima još gradiva o temi Mila Wod |